# We're All to Blame
We're All to Blame — перший сингл з альбому «Chuck» канадського панк-рок-гурту Sum 41. Самі музиканти говорять що це пісня «…про світову державу в якій через війну люди помирають, люди живуть в страху і влада належить корпораціям».
Ця пісня була написа після поїздки в Конго та останньою до альбому. Спочатку «Noots» повинна була бути третім треком в альбомі «Chuck», але після запису «We're All to Blame» була вирізана з альбому і з'явилася тільки як бонусна в європейській та японській версії альбому.
Пісня є саундтреком до фільму 2004 року «Годзілла: Фінальні війни».

## Кліп
В клипі показано, як під час того, як на сцені співає група, кругом танцюють балерини, вдягнуті в золотий одяг, а в кінці кліпу диктор оголошує, що наступними будуть виступати Pain For Pleasure, альтернативна его група, придумана Sum 41, для висміювання старих метал груп. Режисером кліпу виступив Марк Класфілд. Багато фанатів критикує цей кліп через те, що комедійна манера в якій він знятий не пасує такій серйозній пісні.

## Список пісень
1. «We're All to Blame»
2. «Noots»

## Виконавці
- Деррік «Bizzy D» Уіблі — гітара, вокал
- Дейв «Brownsound» Бекш (Dave Baksh) — гітара, бек-вокал
- Джейсон «Cone» МакКеслін — бас-гітара, бек-вокал
- Стів «Stevo32» Джокс — ударні, вокал, бек-вокал

## Чарти
| Чарт (2004)                               | Пікова позиція |
| ----------------------------------------- | -------------- |
| Canadian Singles Chart                    | 1              |
| U.S. Billboard Hot Modern Rock Tracks     | 10             |
| U.S. Billboard Hot Mainstream Rock Tracks | 36             |